# Danh sách vùng đô thị châu Á
Dân Đây là danh sách các đô thị và vùng đô thị ở Châu Á có dân số lớn nhất với số liệu được thu thập từ nhiều nguồn. Châu Á là một trong những châu lục có tốc độ phát triển nhanh nhất thế giới, với những thành phố có mức phát triển cao và sự đô thị hóa ngày càng tăng. Xét về dân số, thành phố Tokyo của Nhật Bản là vùng đô thị có dân số đông nhất thế giới.
Dân số các thành phố dưới đây được thu thập từ năm nguồn khác nhau:
- World Gazetteer
- City Population
- Demographia (đô thị)
- Triển vọng Đô thị hóa Thế giới (đô thị) (tiếng Anh: World Urbanisation Prospects (urban area)) của Liên Hợp Quốc
- National Official Estimate (NOE)

Trong các dữ liệu từ 5 nguồn này, số liệu ước tính cao nhất được in đậm. Các thành phố được liệt kê theo thứ tự dân số từ cao tới thấp.
Bảng liệt kê này sử dụng mã màu khác nhau để phân biệt các khu vực của Châu Á mà thành phố được xếp hạng đó tọa lạc. Các mã màu này gồm có:
| Đông Á Nam Á Đông Nam Á Tây Á |

Với 14 thành phố được liệt kê trong danh sách, khu vực Đông Á chiếm số lượng nhiều nhất. Nam Á, với 11 thành phố, đứng thứ hai. Năm thành phố còn lại thuộc khu vực Đông Nam Á.

## Danh sách
| Thứ hạng | Vùng                          | Hình ảnh | Quốc gia    | Dân số vùng dô thị (Ước tính 2022) | Demographia (Ước tính 2017) | UN WC (2016 est.)                        | World Atlas (Ước tính 2017) | Số liệu chính thức hoặc từ nguồn khác | Năm dự tính         |
| -------- | ----------------------------- | -------- | ----------- | ---------------------------------- | --------------------------- | ---------------------------------------- | --------------------------- | ------------------------------------- | ------------------- |
| 1        | Quảng Châu-Phật Sơn           |          | Trung Quốc  | 61,500,000                         | 19,075,000                  | Quảng Châu 13,070,000 Phật Sơn 7,089,000 | 20,597,000                  | 12,700,800                            | –                   |
| 2        | Mumbai                        |          | Ấn Độ       | 26,100,000                         | 23,355,000                  | 21,357,000                               | 17,712,000                  | 47,800,000                            | 2001                |
| 3        | Delhi                         |          | Ấn Độ       | 32,400,000                         | 29,617,000                  | 26,454,000                               | 24,998,000                  | 41,034,555                            | 2011                |
| 4        | Tokyo                         |          | Nhật Bản    | 40,700,000                         | 37,977,000                  | 38,140,000                               | 37,843,000                  | 31,714,000                            | 2005                |
| 5        | Thượng Hải                    |          | Trung Quốc  | 39,300,000                         | 23,390,000                  | 24,484,000                               | 23,416,000                  | 23,019,148                            | 2010                |
| 6        | Jakarta                       |          | Indonesia   | 28,600,000                         | 14,540,000                  | 10,483,000                               | 30,539,000                  | 15,519,545                            | 2010 (Census Final) |
| 7        | Manila                        |          | Philippines | 26,400,000                         | 24,245,000                  | 13,131,000                               | 24,123,000                  | 11,553,427                            | 2007                |
| 8        | Seoul                         |          | Hàn Quốc    | 24,800,000                         | 21,794,000                  | Seoul 9,979,000 Incheon 2,711,000        | 23,480,000                  | 24,272,000                            | 2007                |
| 9        | Beijing                       |          | Trung Quốc  | 20,500,000                         | 20,415,000                  | 21,240,000                               | 21,009,000                  | 19,612,368                            | 2010                |
| 10       | Dhaka                         |          | Bangladesh  | 20,900,000                         | 16,820,000                  | 18,237,000                               | 15,669,000                  | 12,797,394                            | 2008                |
| 11       | Osaka-Kobe-Kyoto (Keihanshin) |          | Nhật Bản    | 17,700,000                         | 17,075,000                  | 20,337,000                               | 17,440,000                  | 16,663,000                            | 2005                |
| 12       | Bangkok                       |          | Thái Lan    | 19,900,000                         | 15,645,000                  | 9,440,000                                | 14,998,000                  | 8,249,117                             | 2010                |
| 13       | Kolkata                       |          | Ấn Độ       | 17,200,000                         | 14,950,000                  | 14,980,000                               | 14,667,000                  | –                                     | –                   |
| 14       | Istanbul                      |          | Thổ Nhĩ Kỳ  | 16,500,000                         | 15,154,000                  | 14,365,000                               | 14,163,989                  | 15,519,267                            | 2019                |
| 15       | Tehran                        |          | Iran        | 15,800,000                         | 13,805,000                  | 8,516,000                                | 13,532,000                  | 13,422,366                            | 2006                |
| 16       | Thành Đô                      |          | Trung Quốc  | 15,200,000                         | 11,050,000                  | 7,820,000                                | 10,376,000                  | –                                     | –                   |
| 17       | Trùng Khánh                   |          | Trung Quốc  | 10,100,000                         | 7,990,000                   | 13,744,000                               | 7,217,000                   | 28,846,170                            | 2010                |
| 18       | Thiên Tân                     |          | Trung Quốc  | 11,200,000                         | 13,245,000                  | 11,558,000                               | 10,920,000                  | 12,938,224                            | –                   |
| 19       | Bangalore                     |          | Ấn Độ       | 13,200,000                         | 10,535,000                  | 10,456,000                               | 8,728,906                   | 8,499,399                             | 2011                |
| 20       | Thâm Quyến                    |          | Trung Quốc  | Bao gồm ở Quảng Châu               | 12,775,000                  | 10,828,000                               | 12,084,000                  | 10,357,938                            | –                   |
| 21       | Hàng Châu                     |          | Trung Quốc  | 12,500,000                         | 6,820,000                   | –                                        | 7,275,000                   | –                                     | –                   |
| 22       | Chennai                       |          | Ấn Độ       | 11,900,000                         | f                           | 10,163,000                               | 9,714,000                   | 8,696,010                             | 2011                |
| 23       | Thành phố Hồ Chí Minh         |          | Việt Nam    | 10,900,000                         | 10,380,000                  | 7,498,000                                | 8,957,000                   | 7,955,000                             | 2016                |
| 24       | Vũ Hán                        |          | Trung Quốc  | 10,800,000                         | 7,895,000                   | 7,979,000                                | 7,509,000                   | 9,785,392                             | –                   |
| 25       | Hyderabad                     |          | Ấn Độ       | 10,700,000                         | 9,305,000                   | 9,218,000                                | 8,754,000                   | –                                     | –                   |
| 26       | Nagoya                        |          | Nhật Bản    | 10,500,000                         | 10,070,000                  | 9,434,000                                | 10,177,000                  | 9,046,000                             | 2005                |
| 27       | Đài Bắc                       |          | Đài Loan    | 9,200,000                          | 8,550,000                   | 2,669,000                                | 7,438,000                   | 8,916,653                             | 2010                |
| 28       | Kuala Lumpur                  |          | Malaysia    | 9,100,000                          | 7,590,000                   | 7,047,000                                | 7,088,000                   | 1,768.00                              | 2015                |
| 29       | Ahmedabad                     |          | Ấn Độ       | 9,050,000                          | 7,645,000                   | 7,571,000                                | 7,186,000                   | –                                     | –                   |
| 30       | Trịnh Châu-Huỳnh Dương        |          | Trung Quốc  | 8,950,000                          | 7,005,000                   | 4,539,000                                | 4,942,000                   | –                                     | –                   |
| 31       | Nam Kinh                      |          | Trung Quốc  | 8,850,000                          | 6,320,000                   | –                                        | 6,155,000                   | –                                     | –                   |
| 32       | Riyadh                        |          | Ả Rập Xê Út | 8,800,000                          | 6,030,000                   | 6,540,000                                | 5,666,000                   | 6,506,000                             | 2014                |
| 33       | Đông Hoàn                     |          | Trung Quốc  | Bao gồm ở Quảng Châu               | 8,310,000                   | 7,469,000                                | 8,442,000                   | –                                     | –                   |
| 34       | Thẩm Dương                    |          | Trung Quốc  | 8,400,000                          | 7,935,000                   | 6,438,000                                | 6,078,000                   | 8,106,171                             | –                   |
| 35       | Singapore                     |          | Singapore   | 7,950,000                          | 5,825,000                   | 5,717,000                                | 5,624,000                   | 5,607,300                             | 2017                |
| 36       | Hà Nội                        |          | Việt Nam    | 4,125,000                          | 7,785,000                   | 3,790,000                                | 3,715,000                   | –                                     | –                   |
| 37       | Hong Kong                     |          | Hồng Kông · | 7,400,000                          | 7,330,000                   | –                                        | 7,246,000                   | 7,246,000                             | –                   |
| 38       | Baghdad                       |          | Iraq        | 7,300,000                          | 6,960,000                   | 6,811,000                                | 6,625,000                   | –                                     | –                   |
| 39       | Tuyền Châu-Thạch Sư-Tấn Giang |          | Trung Quốc  | Bao gồm ở Hạ Môn                   | 6,480,000                   | 1,469,000                                | 6,710,000                   | –                                     | –                   |